# Ardes Communauté
Die Ardes Communauté ist ein ehemaliger französischer Gemeindeverband mit der Rechtsform einer Communauté de communes im Département Puy-de-Dôme in der Region Auvergne-Rhône-Alpes. Sie wurde am 15. Dezember 1999 gegründet und umfasste 15 Gemeinden. Der Verwaltungssitz befand sich im Ort Ardes.

## Historische Entwicklung
Mit Wirkung vom 1. Januar 2017 fusionierte der Gemeindeverband mit  
- Communauté de communes des Coteaux de l’Allier,
- Communauté de communes Couze Val d’Allier,
- Issoire Communauté,
- Communauté de communes du Lembron Val d’Allier,
- Communauté de communes du Pays de Sauxillanges,
- Communauté de communes des Puys et Couzes sowie
- Communauté de communes du Bassin Minier Montagne

und bildete so die Nachfolgeorganisation Agglo Pays d’Issoire. Bei dieser Gelegenheit wechselte jedoch die Gemeinde La Godivelle zur Communauté de communes du Massif du Sancy.

## Ehemalige Mitgliedsgemeinden
1. Anzat-le-Luguet
2. Apchat
3. Ardes
4. Augnat
5. La Chapelle-Marcousse
6. Chassagne
7. Dauzat-sur-Vodable
8. La Godivelle
9. Madriat
10. Mazoires
11. Rentières
12. Roche-Charles-la-Mayrand
13. Saint-Alyre-ès-Montagne
14. Saint-Hérent
15. Ternant-les-Eaux